# 5 Korpus Strzelecki (ZSRR)
5 Korpus Strzelecki (ros. 5-й стрелковый корпус) – wyższy związek taktyczny Armii Czerwonej.

## Formowania i walki
Utworzony został w 1922 roku i do 1923 roku stacjonował w Mohylewie. Następnie został przeniesiony do Bobrujska, którym to mieście stacjonował do 1940 roku. W 1939 roku wchodził w skład Grupy Konno-Zmechanizowanej i wraz z wojskami III Rzeszy i Słowacji od 17 września brał udział w ataku na Polskę.
W czasie niemieckiego ataku na Związek Radziecki 5 KS wchodził w skład 10 Armii. Dowodzacy korpusem gen.-mjr Aleksandr Garnow, zaginął w lipcu 1941 roku w czasie walk, prawdopodobnie poległ. W dniu 31 lipca 1941 roku 5 KS został rozformowany.
Ponowie 5 KS sformowany został 1 lipca 1942 roku. Wchodząc w skład 2 Frontu Dalekowschodniego uczestniczył w 1945 roku w ofensywie Armii Czerwonej prowadzonej przeciw armii japońskiej. Żołnierze 5 KS dowodzeni przez gen.-mjra I. Paszkowa rozpoczeli działania bojowe w Mandżurii z rejonu Bikinu. Pokonanie armii japońskiej i zakończenie wojny wpłynęło na rozformowanie 5 KS, co miało miejsce 3 września 1945 roku.

## Dowództwo korpusu
Dowódcy:
- gen. mjr Aleksandr Garnow (10.02.1939 – 06.07.1941[5])
- gen. mjr I. Paszkow (w czasie operacji kwantuńskiej)[8]

Szefowie sztabu:
- płk Michaił Kozłow[9]

## Struktura organizacyjna
Skład w 1939 roku:
- 4 Dywizja Strzelecka
- 13 Dywizja Strzelecka
- 33 Dywizja Strzelecka
- 21 Brygada Pancerna

Skład w 1941 roku:
- 13 Dywizja Strzelecka
- 86 Dywizja Strzelecka
- 113 Dywizja Strzelecka